# Sân vận động FNB
Sân vận động First National Bank (tiếng Anh: First National Bank Stadium), hoặc đơn giản là Sân vận động FNB (tiếng Anh: FNB Stadium), cũng được biết đến với tên Soccer City và The Calabash, là một sân vận động bóng đá và rugby union nằm ở Nasrec, giáp với khu vực Soweto của Johannesburg, Cộng hòa Nam Phi. Địa điểm được quản lý bởi Quản lý sân vận động Nam Phi (SMSA) và là sân nhà của Kaizer Chiefs F.C. trong Giải bóng đá Ngoại hạng Nam Phi cũng như đội tuyển bóng đá quốc gia Nam Phi.
Sân nằm bên cạnh trụ sở của Hiệp hội bóng đá Nam Phi (SAFA House), nơi cả văn phòng FIFA và ban tổ chức địa phương cho Giải vô địch bóng đá thế giới 2010 được đặt ở đó. Được thiết kế làm sân vận động bóng đá chính cho World Cup, sân vận động FNB trở thành sân vận động lớn nhất châu Phi với sức chứa 94.736 chỗ ngồi. Tuy nhiên, sức chứa tối đa của nó trong World Cup 2010 là 84.490 chỗ ngồi do có chỗ ngồi dành riêng cho báo chí và các phòng VIP khác. Sân vận động còn được biết đến với biệt danh "The Calabash" do nó giống với nồi hoặc bầu châu Phi.
Đó là nơi diễn ra bài phát biểu đầu tiên của Nelson Mandela tại Johannesburg sau khi ra tù năm 1990 và là nơi tổ chức lễ truy điệu ông vào ngày 10 tháng 12 năm 2013. Đó cũng là nơi tổ chức tang lễ của Chris Hani. Đây cũng là nơi diễn ra trận chung kết FIFA World Cup 2010 giữa Hà Lan và Tây Ban Nha. Lễ bế mạc World Cup đã chứng kiến sự xuất hiện công khai cuối cùng của Mandela.

## Lịch sử tên gọi
Sân vận động đã được chính thức gọi là Sân vận động FNB kể từ khi nó được khai trương vào năm 1989. Điều này là do một thỏa thuận quyền đặt tên với Ngân hàng Quốc gia Đệ Nhất (First National Bank). Trong giải vô địch bóng đá thế giới 2010 cũng như một tháng trước giải đấu, sân vận động được gọi là Soccer City. Điều này đã được thực hiện vì FIFA không cho phép các sân vận động được gọi bằng tên được tài trợ trong các giải đấu của FIFA. Tên hiện tại của sân vận động là Sân vận động FNB.

## Xây dựng
Được xây dựng vào năm 1987, sân vận động đã trải qua một đợt nâng cấp lớn cho Giải vô địch bóng đá thế giới 2010, với một thiết kế mới lấy cảm hứng từ hình dạng của một cái chậu châu Phi, calabash. Nhà thầu chính Nam Phi GLTA, một phần của Tập đoàn Aveng liên doanh với công ty BAM của Hà Lan, người có 25% cổ phần, đã thi công nâng cấp, được thiết kế bởi HOK Sport (nay là Populous) và Boogertman + Partners. Việc nâng cấp bao gồm: một tầng trên mở rộng xung quanh sân vận động để tăng sức chứa lên 88.958 người, thêm 2 dãy phòng điều hành, một mái che bao quanh, tiện nghi phòng thay đồ mới và đèn pha mới. Số lượng phòng điều hành trong sân vận động được tăng lên 195. Grinaker-LTA và BAM International đã trúng thầu 1,5 tỷ Rand để nâng cấp sân vận động. Việc xây dựng được hoàn thành vào thứ Tư, ngày 21 tháng 10 năm 2009 và được đánh dấu bằng một lễ kỷ niệm lớn tại sân vận động.

Công việc xây dựng đang được tiến hành tại Soccer City vào tháng 5 năm 2008.Công việc xây dựng đang được tiến hành tại Soccer City vào tháng 5 năm 2008.
Công việc xây dựng đang được tiến hành tại Soccer City vào tháng 12 năm 2008.Công việc xây dựng đang được tiến hành tại Soccer City vào tháng 12 năm 2008.
Soccer City khi đã hoàn thành.Soccer City khi đã hoàn thành.

## Thiết kế sân vận động

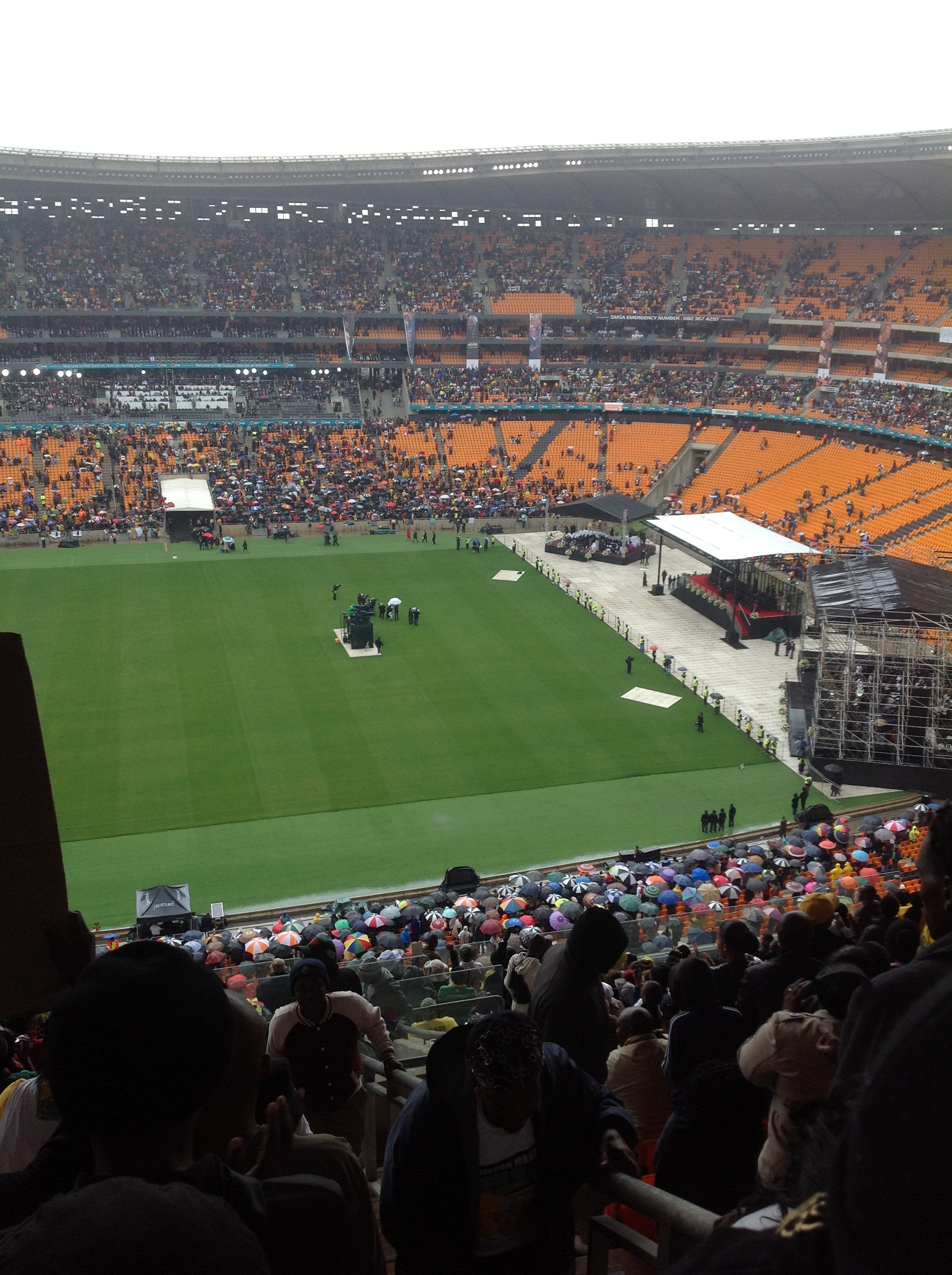
Bên trong sân vận động FNB

Mặt ngoài của sân vận động được thiết kế mang dáng dấp của một chiếc chậu châu Phi; phần ốp bên ngoài khảm hình lửa và màu đất với vòng đèn chạy quanh đáy trúc, mô phỏng lửa bên dưới nồi. Không có khán giả nào được ngồi cách sân hơn 100 mét (330 ft) và không có tầm nhìn bị hạn chế trong sân vận động.
Các khán đài trong Sân vận động FNB được kết nối bằng mười đường dọc màu đen; chín sân vận động phù hợp về mặt địa lý với chín sân vận động khác tham gia World Cup 2010. Bởi vì 9 được coi là một con số không may mắn trong văn hóa truyền thống Nam Phi, một dòng thứ mười đã được thêm vào. Dòng thứ 10 này nhắm đến Sân vận động Olympic của Berlin, nơi đã tổ chức trận chung kết World Cup trước đó vào năm 2006. Dòng này đại diện cho con đường dẫn đến trận chung kết và người ta hy vọng rằng sau World Cup, mỗi bàn thắng được ghi tại sân vận động này sẽ được đặt trước các tấm bê tông trên bục để có thể nhìn thấy toàn bộ lịch sử về điểm số của giải đấu trong nhiều năm tới.

## Trước khi nâng cấp
Trước khi nâng cấp, sân vận động có sức chứa 40.000 người. Sân vận động mới được xây dựng lại vẫn giữ lại một phần của tầng trên phía tây của cấu trúc ban đầu, mặc dù tầng này và toàn bộ tầng dưới đã được xây dựng lại để cải thiện tầm nhìn. Tầng dưới được xây dựng lại hoàn toàn và được chia thành hai phân đoạn cho phép tạo ra một hành lang mới thấp hơn (phòng chờ kè dưới) được liên kết với hành lang cấp đất hiện có.

## Các giải đấu lớn

### Cúp bóng đá châu Phi 1996
Sân vận động FNB từng là địa điểm chính cho giải đấu. Sân đã tổ chức trận đấu khai mạc, 5 trận đấu khác, một trận tứ kết, một trận bán kết, trận play-off tranh hạng ba và trận chung kết. Các trận đấu là:
| Ngày                | Đội #1   | Kết quả | Đội #2   | Vòng                       | Khán giả |
| ------------------- | -------- | ------- | -------- | -------------------------- | -------- |
| 13 tháng 1 năm 1996 | Nam Phi  | 3–0     | Cameroon | Bảng A (trận đấu khai mạc) | 80.000   |
| 15 tháng 1 năm 1996 | Ai Cập   | 2–1     | Angola   | Bảng A                     | 6.000    |
| 18 tháng 1 năm 1996 | Cameroon | 2–1     | Ai Cập   | Bảng A                     | 4.000    |
| 20 tháng 1 năm 1996 | Nam Phi  | 1–0     | Angola   | Bảng A                     | 30.000   |
| 24 tháng 1 năm 1996 | Nam Phi  | 0–1     | Ai Cập   | Bảng A                     | 20.000   |
| 25 tháng 1 năm 1996 | Zaire    | 2–0     | Liberia  | Bảng C                     | 3.000    |
| 27 tháng 1 năm 1996 | Nam Phi  | 2–1     | Algérie  | Tứ kết                     | 80.000   |
| 31 tháng 1 năm 1996 | Nam Phi  | 3–0     | Ghana    | Bán kết                    | 80.000   |
| 03 tháng 2 năm 1996 | Ghana    | 0–1     | Zambia   | Play-off tranh hạng ba     | 80.000   |
| 03 tháng 2 năm 1996 | Nam Phi  | 2–0     | Tunisia  | Chung kết                  | 80.000   |

### Giải vô địch bóng đá thế giới 2010
Sân vận động đã tổ chức lễ khai mạc và sau đó là trận đấu khai mạc giữa Nam Phi và México, 4 trận đấu vòng bảng khác, một trận đấu vòng 16 đội, một trận tứ kết và trận chung kết.
| Ngày                | Thời gian (UTC+02) | Đội #1    | Kết quả               | Đội #2      | Vòng                       | Khán giả |
| ------------------- | ------------------ | --------- | --------------------- | ----------- | -------------------------- | -------- |
| 11 tháng 6 năm 2010 | 16:00              | Nam Phi   | 1–1                   | México      | Bảng A (trận đấu khai mạc) | 84.490   |
| 14 tháng 6 năm 2010 | 13:30              | Hà Lan    | 2–0                   | Đan Mạch    | Bảng E                     | 83.465   |
| 17 tháng 6 năm 2010 | 13:30              | Argentina | 4–1                   | Hàn Quốc    | Bảng B                     | 82.174   |
| 20 tháng 6 năm 2010 | 20:30              | Brasil    | 3–1                   | Bờ Biển Ngà | Bảng G                     | 84.455   |
| 23 tháng 6 năm 2010 | 20:30              | Ghana     | 0–1                   | Đức         | Bảng D                     | 83.391   |
| 27 tháng 6 năm 2010 | 20:30              | Argentina | 3–1                   | México      | Vòng 16 đội                | 84.377   |
| 2 tháng 7 năm 2010  | 20:30              | Uruguay   | 1–1 (h.p.) (4–2 p.đ.) | Ghana       | Tứ kết                     | 84.017   |
| 11 tháng 7 năm 2010 | 20.30              | Hà Lan    | 0–1 (h.p.)            | Tây Ban Nha | Chung kết                  | 84.490   |

### Cúp bóng đá châu Phi 2013
Sân vận động FNB được sử dụng như một địa điểm cho giải đấu. Sân đã tổ chức trận đấu khai mạc, một trận đấu vòng bảng khác và trận chung kết. Các trận đấu là:
| Ngày                | Đội #1  | Kết quả | Đội #2       | Vòng                       | Khán giả |
| ------------------- | ------- | ------- | ------------ | -------------------------- | -------- |
| 19 tháng 1 năm 2013 | Nam Phi | 0–0     | Cabo Verde   | Bảng A (trận đấu khai mạc) | 50.000   |
| 19 tháng 1 năm 2013 | Angola  | 0–0     | Maroc        | Bảng A                     | 25.000   |
| 10 tháng 2 năm 2013 | Nigeria | 1–0     | Burkina Faso | Chung kết                  | 85.000   |

## Bóng đá

### Bóng đá quốc tế
Sân vận động FNB đã được sử dụng bởi đội tuyển bóng đá quốc gia Nam Phi cho cả các trận đấu giao hữu và vòng loại. Sân được coi là sân vận động quốc gia trên thực tế cho Bafana Bafana sau khi tái nhập vào năm 1992, người đã chơi trận đấu quốc tế thứ ba của họ ở đó vào ngày 11 tháng 7 năm 1992, nơi họ hòa 2–2 với Cameroon nhờ các bàn thắng của Phil và Bennett Masinga cho Nam Phi trước 65.000 cổ động viên. Sân vận động FNB "cũ" cũng là nơi đặt trụ sở của Hiệp hội Bóng đá Nam Phi (SAFA) cũng như các văn phòng của Giải bóng đá quốc gia bán chuyên nghiệp (sau này được đổi tên thành Giải bóng đá ngoại hạng chuyên nghiệp).

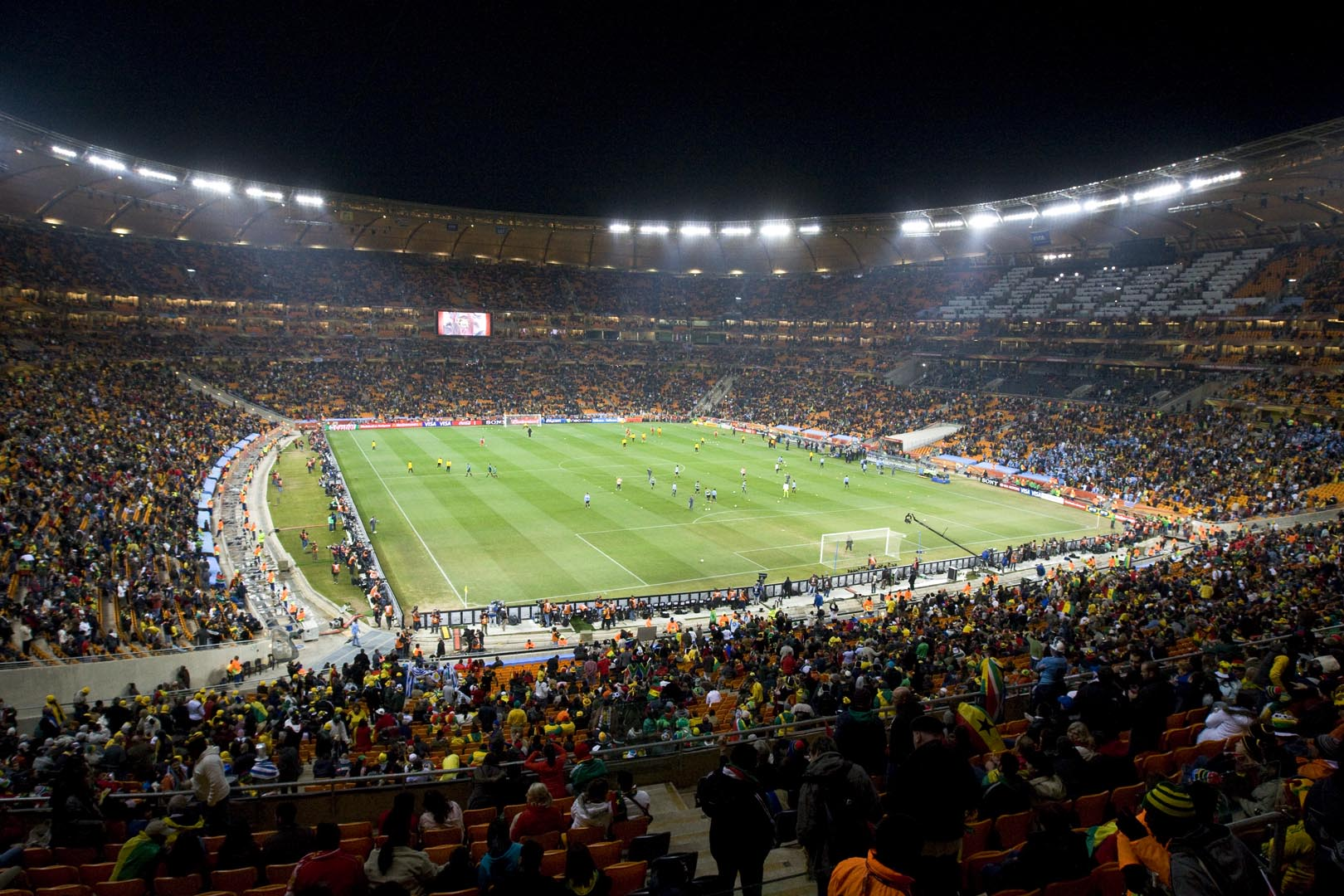
Uruguay đấu với Ghana tại Sân vận động FNB, ngày 2 tháng 7 năm 2010

Sân vận động cũng đã tổ chức các trận đấu của các câu lạc bộ lớn ở châu lục. Phần lớn người ta nhớ đến nó là địa điểm mà Bafana Bafana đã nâng cao chiếc cúp của Cúp bóng đá châu Phi 1996 khi họ đánh bại Tunisia với tỷ số 2–0 trước số lượng khán giả được lấp đầy trong một trận đấu có sự chứng kiến của tổng thống Nam Phi lúc bấy giờ, Nelson Mandela, phó tổng thống khi đó và là cựu tổng thống Nam Phi, FW de Klerk, cũng như quốc vương Zulu, Vua Zwelithini. Đội tuyển bóng đá quốc gia Nam Phi cũng giành được danh hiệu đầu tiên của họ tại đây khi họ nâng cao Simba Four Nations Cup vào năm 1995, trong một giải đấu có thêm Ai Cập, Zambia và Zimbabwe.
Địa điểm đã diễn ra trận chung kết Cúp vô địch các câu lạc bộ châu Phi 1995, giữa Orlando Pirates và ASEC Abidjan. Sân vận động cũng đã tổ chức Siêu cúp bóng đá châu Phi hai lần. Sân đã tổ chức Siêu cúp châu Phi 1994, giữa Zamalek và Al-Ahly, cũng như Siêu cúp châu Phi 1996 giữa Orlando Pirates và JS Kabylie. Năm 2004, sân vận động đã tổ chức trận chung kết của Vodacom Challenge, giữa AS Vita Club và Kaizer Chiefs.
Một số trận đấu đáng nhớ nhất của Bafana Bafana tại địa điểm này bao gồm thất bại sít sao 3–2 trước Brasil vào năm 1996 cũng như chiến thắng đáng nhớ của đất nước khi họ giành vé tham dự World Cup đầu tiên cho Giải vô địch bóng đá thế giới 1998 tại Pháp khi họ đánh bại Cộng hòa Congo với tỷ số 1–0 thông qua pha lập công của Phil Masinga vào năm 1997.
Trong suốt Giải vô địch bóng đá thế giới 2010, một trong những trận đấu thú vị nhất đã được diễn ra ở đây trong vòng tứ kết khi Uruguay đánh bại Ghana trong loạt sút luân lưu, càng đáng nhớ hơn bằng một pha dùng tay trắng trợn ở phút cuối cùng của hiệp phụ bởi tiền đạo Luis Suárez của Uruguay, khi đó Ghana và châu Phi đã bỏ lỡ lần đầu tiên góp mặt ở trận bán kết tại một giải đấu bóng đá thế giới.

### Bóng đá trong nước
Sân vận động FNB là sân nhà của Câu lạc bộ bóng đá Kaizer Chiefs. Đây cũng là địa điểm ưa thích cho các trận đấu bóng đá derby Soweto - trận đấu thể thao lớn nhất của đất nước - với sự tham gia của các câu lạc bộ Giải bóng đá Ngoại hạng Nam Phi có trụ sở tại Soweto, Kaizer Chiefs và Orlando Pirates. Đây cũng là sân nhà truyền thống của Iwisa Maize Meal Spectacular và sau đó là Cúp Từ thiện Telkom, là những giải bóng đá từ thiện mở màn cho bóng đá Nam Phi từ năm 1990 đến năm 2006, trước khi sân bị đóng cửa để cải tạo. Sau đó, Cúp Từ thiện trở lại vào năm 2010. Sân vận động được mở cửa trở lại khi tổ chức trận chung kết Cúp Nedbank 2010 giữa Bidvest Wits và Amazulu. Trận đấu kết thúc với tỉ số 3–0 nghiêng về Bidvest Wits. Fabricio Rodrigues là cầu thủ đầu tiên ghi bàn tại Soccer City "mới". Trận đấu đầu tiên tại sân vận động kể từ khi được xây dựng lại, là trận đấu tại Giải bóng đá Ngoại hạng Nam Phi 2010-11 giữa Orlando Pirates và Free State Stars. Trận đấu đầu tiên của MTN 8 tại sân vận động là trận bán kết lượt đi của MTN 8 2010, giữa Orlando Pirates và Kaizer Chiefs. Địa điểm này cũng đã tổ chức các trận đấu nổi tiếng của Bafana Bafana, bao gồm chiến thắng 1–0 của đội tuyển bóng đá quốc gia Nam Phi trước Tây Ban Nha vào năm 2013 cũng như thất bại tồi tệ nhất của đội bóng khi họ thua Brazil 5–0 trong một trận giao hữu quốc tế khác vào năm 2014.
Vào tháng 5 năm 2018, Mamelodi Sundowns đã tiếp đón FC Barcelona trong một trận đấu giao hữu, dành tặng cho cố Cựu Tổng thống Nam Phi trong một trăm năm của ông. Trận đấu kết thúc với tỷ số 3–1 nghiêng về Barcelona.

## Bóng bầu dục
Sân vận động FNB là một địa điểm đa năng và đã tổ chức trận đấu rugby union đầu tiên vào năm 2010, trận đấu Tri Nations giữa Nam Phi và New Zealand, mà sau đó đội khách đã giành chiến thắng. Số lượng khán giả là 94.713 người, được liệt kê là số lượng khán giả tại môn bóng bầu dục cao thứ ba từ trước đến nay ở Nam bán cầu và kỷ lục khán giả cho sân vận động được tái phát triển, cho đến khi nó bị phá vỡ vào ngày 1 tháng 8 năm 2015, khi 94.807 người được ghi nhận khi Orlando Pirates có trận đấu với Kaizer Chiefs trong Carling Black Label Cup. Sân vận động lại tổ chức New Zealand trong Giải vô địch bóng bầu dục 2012 vào ngày 6 tháng 10, với All Blacks đánh bại Springboks 32–16 trước 88.739 khán giả. Vào năm 2013, Springboks đã đánh bại Argentina với tỷ số 73–13 tại Sân vận động FNB trước 52.867 khán giả. Năm 2016, địa điểm này đã tổ chức các trận đấu bóng bầu dục Varsity Cup.

## Buổi hòa nhạc
| Ban nhạc/Nghệ sĩ                                                        | Chuyến lưu diễn                     | Ngày                     | Khán giả |
| ----------------------------------------------------------------------- | ----------------------------------- | ------------------------ | -------- |
| U2                                                                      | U2 360° Tour                        | 13 tháng 2 năm 2011      | 94.232   |
| Neil Diamond                                                            | Concert Tour 2011                   | 2 tháng 4 năm 2011       |          |
| Coldplay                                                                | Mylo Xyloto Tour                    | 8 tháng 10 năm 2011[A]   | 62.000   |
| Kings of Leon                                                           | Come Around Sundown World Tour      | 29 tháng 10 năm 2011     | 60.000   |
| The Eagles                                                              | World Tour 2012                     | 8 tháng 4 năm 2012       | 50.000   |
| Linkin Park                                                             | Living Things World Tour            | 10 tháng 11 năm 2012     | 63.000   |
| Lady Gaga                                                               | Born This Way Ball                  | 30 tháng 11 năm 2012     | 56.900   |
| Red Hot Chili Peppers                                                   | I'm With You World Tour             | 2 tháng 2 năm 2013       | 65.000   |
| Metallica                                                               | Vacation Tour 2013                  | 27 tháng 4 năm 2013      | 40.000   |
| Bon Jovi                                                                | Because We Can - The Tour           | 11 tháng 5 năm 2013      | 65.182   |
| Justin Bieber                                                           | Believe Tour                        | 12 tháng 5 năm 2013      | 62.000   |
| Rihanna                                                                 | Diamonds World Tour                 | 13 tháng 10 năm 2013     | 67.291   |
| Bruce Springsteen & E Street Band                                       | High Hopes Tour                     | 1 tháng 2 năm 2014       | 55.385   |
| Foo Fighters                                                            | Sonic Highways World Tour           | 13 tháng 12 năm 2014     | 46.585   |
| One Direction                                                           | On the Road Again Tour              | 28 & 29 tháng 3 năm 2015 | 131.615  |
| Justin Bieber                                                           | Purpose World Tour                  | 14 tháng 5 năm 2017      | 58.896   |
| Cassper Nyovest                                                         | Fill Up FNB                         | 2 tháng 12 năm 2017      | 68.000   |
| Guns N' Roses                                                           | Not in This Lifetime... Tour        | 29 tháng 11 năm 2018     | 52.042   |
| The Carters, Ed Sheeran, Cassper Nyovest, Chris Martin, Usher, Pharrell | Global Citizen Mandela 100 Festival | 2 tháng 12 năm 2018[B]   | 100.000  |
| Ed Sheeran                                                              | ÷ Tour                              | 23 & 24 tháng 3 năm 2019 | 135.000  |

^ A Buổi hòa nhạc Coldplay là một buổi hòa nhạc diễn tập để chuẩn bị cho Mylo Xyloto Tour của họ. Là một phần của buổi hòa nhạc, họ đã quay các cảnh cho video âm nhạc cho bài hát "Paradise" của họ.
^ B Ed Sheeran, Chris Martin, Pharrell Williams, Usher, trong số những người khác cũng biểu diễn trong lễ hội do Beyoncé & Jay Z đứng đầu.

## Họp mặt Cơ đốc giáo
| Lãnh đạo                      | Chương trình                                               | Ngày                   | Khán giả |
| ----------------------------- | ---------------------------------------------------------- | ---------------------- | -------- |
| Mục sư Chris Oyakhilome       | Đêm hạnh phúc, Johannesburg, Cộng hòa Nam Phi              | 11 tháng 3 năm 2011    | >100.000 |
| Mục sư Chris Oyakhilome       | Hội nghị cuộc sống cao hơn, Johannesburg, Cộng hòa Nam Phi | 15–17 tháng 3 năm 2013 |          |
| Mục sư Chris Oyakhilome       | Đêm hạnh phúc, Johannesburg, Cộng hòa Nam Phi              | 22 tháng 1 năm 2016    |          |
| Nhà tiên tri Shepherd Bushiri | Đêm của thiên thần Gabriel, Johannesburg, Cộng hòa Nam Phi | 1 tháng 1 năm 2018     | >100.000 |

## Sự cố
Vào ngày 29 tháng 7 năm 2017, 2 người đã thiệt mạng và 17 người bị thương trong một vụ giẫm đạp tại sân vận động khi cố gắng vào sân vận động trước trận đấu giữa Kaizer Chiefs và Orlando Pirates.